# Francisco Javier Girón González-Torre
Francisco Javier Girón González-Torre (Santander, 23 de juliol de 1945) és un matemàtic espanyol, acadèmic de la Reial Acadèmia de Ciències Exactes, Físiques i Naturals.
Es doctorà en ciències matemàtiques, especialitat d'estadística, per la Universitat Complutense de Madrid. Inicialment treballà a la Universitat de Màlaga, primer com a professor agregat i després com a catedràtic d'estadística matemàtica i càlcul de probabilitats. Ha estat Honorary Research Fellow al University College de Londres.
És acadèmic de número de lAcademia Malagueña de Ciencias i corresponent de lAcademia de Ciencias de Granada. El 1990 fou escollit acadèmic de la Reial Acadèmia de Ciències Exactes, Físiques i Naturals i va ingressar el 1991 amb el discurs Conceptos y técnicas de l'estadística bayesiana: Comentarios sobre su estado actual. Ha estat Vocal del Consell Andalús d'Estadística i, actualment, és membre del Consell Superior d'Estadística.

## Publicacions
- S-Juegos generalizados (1975)
- Sobre la dualidad de dos criterios de decisión (1975)
- Una caracterización conjunta de la probabilidad subjetiva y de la utilidad (1985)
- El problema de selección de la cartera cuando las rentas tienen distribuciones estables (Ríos y Girón, (1975)
- Caracterización axiomática de la regla de Bayes y la probabilidad subjetiva (1977)
- Probabilidad y utilidad: conceptos duales de la Teoría de la Decisión (1979)
- Quasi-Bayesian behaviour: a more realistic approach to decision making? (Ríos y Girón, 1980)
- Sobre la existencia de soluciones no dominadas (Criado, Girón y Ríos, 1982)
- Sur la loi de Cromwell de Lindley (Girón, Imlahi y Ríos, 1982)
- Compatibilidad del método de DeGroot para llegar a un consenso con la fórmula de Bayes (Caro, Domínguez y Girón, 1984)
- Una alternativa Bayesiana a los contrastes de la bondad del ajuste (Girón y Martínez M.L., 1985)
- A Bayesian approach to cluster analysis (Ezzerg, Girón e Imlahi, 1988)
- El concepto de probabilidad (1989)
- Mixturas de distribuciones normales Relación de Académicos: numerarios (medalla núm.39) con aplicaciones a problemas estadísticos complejos (1989)
- Inferencia bayesiana en mixturas; métodos aproximados (1991)
- Una familia de distribuciones conjugadas para un proceso (Caro, Domínguez y Girón, 1991)